# The Peel Sessions (album The Ruts)
The Peel Sessions – album zespołu The Ruts, na który składają się sesje nagraniowe dokonane u Johna Peela.

## Utwory
- Wszystkie utwory napisane przez Foxa, Jenningsa, Ruffy'ego i Owena.

1. "Savage Circle" – 2:59
2. "Babylon's Burning" – 2:31
3. "Dope for Guns" – 2:27
4. "Black Man's Pinch" ("Give Youth a Chance") – 3:09
5. "Criminal Mind" – 1:38
6. "S.U.S." – 3:16
7. "Society" – 1:52
8. "You're Just a..." – 2:50
9. "It Was Cold" – 5:15
10. "Something That I Said" – 3:17
11. "Staring at the Rude Boys" – 3:21
12. "Demolition Dancing" – 2:36
13. "In a Rut" – 3:13
14. "Secret Soldiers" – 2:18

- Utwory 1–5 nagrano w styczniu 1979
- Utwory 6–10 nagrano w maju 1979
- Utwory 11–14 nagranow lutym 1980

## Skład
- Malcolm Owen – wokal
- Paul Fox – gitara
- John "Segs" Jennings – gitara basowa
- Dave Ruffy – perkusja